# Lafeuillade-en-Vézie
Lafeuillade-en-Vézie – miejscowość i gmina we Francji, w regionie Owernia-Rodan-Alpy, w departamencie Cantal.
Według danych na rok 1990 gminę zamieszkiwało 430 osób, a gęstość zaludnienia wynosiła 26 osób/km² (wśród 1310 gmin Owernii Lafeuillade-en-Vézie plasuje się na 445. miejscu pod względem liczby ludności, natomiast pod względem powierzchni na miejscu 578.).